# Sigh No More (álbum de Mumford & Sons)
Sigh No More es el álbum de estudio debut del cuarteto londinense de rock Mumford & Sons. Fue lanzado el 2 de octubre de 2009 en el Reino Unido y el 16 de febrero de 2010 en los Estados Unidos y Canadá. El álbum ingresó en la Official Albums Chart con el n.º 11 y alcanzó el n.º 2 el 20 de febrero de 2011, en su semana 72 en la lista, tras ser reconocido como el älbum del Año en los Premios Brit de 2011. A principios de aquel año, el álbum alcanzó el puesto número 2 en el Billboard 200 en los EE. UU.
A mediados de 2010, fue calificado como el octavo mejor disco del año hasta la fecha en el All Songs Considered de NPR. El 20 de julio de 2010, fue preseleccionado para el Premio Mercury, entregado anualmente al mejor álbum en el Reino Unido e Irlanda. El 6 de diciembre de 2010, se lanzó una edición de lujo, incluyendo el álbum original, un CD en vivo del concierto de O2 Shepherds Bush Empire y un DVD con las partes 1, 2 y 3 de los documentales "Gentlemen of the Road". El 15 de febrero de 2011, el álbum recibió el premio al Mejor Álbum Británico en los BRIT Awards. En los Estados Unidos, fue el tercer álbum más descargado digitalmente de 2011, vendiendo 761.000 copias.
El título del álbum está tomado de la obra Mucho ruido y pocas nueces de Shakespeare, y varias otras líneas del texto aparecen en la letra de la canción principal.
La versión LP en vinilo del disco fue impresa por United Record Pressing en Nashville, Tennessee.

## Sencillos
- "Little Lion Man" fue lanzado el 11 de agosto de 2009 como el primer sencillo del álbum. Logró alcanzar el número 21 en el UK Singles Chart, el número 45 en el Billboard Hot 100, el número 1 en el Billboard Alternative Songs chart, el número 3 en el Australian Singles Chart y el número 1 en el Hottest 100 de Triple J (Australia) de 2009.
- "Winter Winds" se lanzó el 6 de diciembre de 2009 como el segundo sencillo del álbum. Llegó al número 44 en la UK Singles Chart.
- "The Cave" apareció el 26 de febrero de 2010 como el tercer sencillo del álbum. Alcanzó el número 31 en el UK Singles Chart, el número 27 en el Billboard Hot 100, el número 3 en la lista Billboard Alternative Songs, el número 10 en el Irish Singles Chart y el número 17 en el ARIA Chart. Fue lanzado como el segundo sencillo estadounidense el 25 de octubre de 2010.[5]
- "Roll Away Your Stone" fue lanzado el 3 de junio de 2010 como el cuarto sencillo del álbum. El sencillo alcanzó el puesto número 141 y el número 10 en la lista de canciones alternativas de Billboard.

## Recepción crítica
Sigh No More fue recibido de distintas maneras por los críticos:
Pitchfork Media clasificó el álbum con una calificación de solo 2,1 sobre 10. En Allmusic, sin embargo, el álbum recibió una calificación promedio de tres de cinco puntos.
En laut.de también obtuvo una evaluación relativamente positiva, con la conclusión de que: "Como suele ser el caso, este disco también pierde un poco de tensión y conduce hacia atrás. Las ideas se repiten, el entusiasmo inicial cede. Pero aún queda por decir: un gran debut".
En la revista de música alemana Visions, Sigh No More recibió un promedio de 7,8 sobre 12 de cada diez calificaciones. Daniel Gerhardt escribió en su evaluación detallada: "Ha interiorizado el folk y el roots rock sin sentirse obligado a ellos. Y los trasladan una y otra vez a una histeria con la que uno podría convertirse en campeón del mundo de danza en una plaza. "Little Lion Man" se adelanta como el primer sencillo y la mejor pista del álbum ".
El promedio de Metacritic para el álbum es 68 (sobre 100) y por lo tanto, en el área de "generalmente recomendable". En Plattentests.de, el álbum fue votado como Álbum del año 2009 tanto por lectores como por críticos.

## Rendimiento comercial
Sigh No More tuvo una evolución lenta, alcanzando el número uno en el Irish Albums Chart y el número dos en el Official Albums Chart seis meses después de su lanzamiento.
El álbum vendió más de un millón de copias en el Reino Unido y más de tres millones en los Estados Unidos. (626.000 copias en 2010 y 1.282.000 en 2011). En mayo de 2015 había vendido más de 3,2 millones de copias en los EE.UU. Fue el segundo álbum debut (después de The Fame de Lady Gaga) en vender 1 millón de copias digitales con 1.656.000 copias vendidas.

## Listado de canciones
Todas las canciones escritas y compuestas por Mumford & Sons. 
| N.º | Título                  | Duración |  |
| 1.  | «Sigh No More»          | 3:27     |  |
| 2.  | «The Cave»              | 3:37     |  |
| 3.  | « Winter Winds»         | 3:39     |  |
| 4.  | « Roll Away Your Stone» | 4:23     |  |
| 5.  | «White Blank Page»      | 4:14     |  |
| 6.  | «I Gave You All»        | 4:20     |  |
| 7.  | « Little Lion Man»      | 4:06     |  |
| 8.  | «Timshel»               | 2:53     |  |
| 9.  | «Thistle & Weeds»       | 4:49     |  |
| 10. | «Awake My Soul»         | 4:15     |  |
| 11. | «Dust Bowl Dance»       | 4:43     |  |
| 12. | «After the Storm»       | 4:03     |  |

| Canción extra en la edición de lujo limitada |                               |          |  |
| N.º                                          | Título                        | Duración |  |
| 13.                                          | «Hold on to What You Believe» | 4:06     |  |

| Disco extra en la edición de lujo limitada (En vivo O2 Shepherd's Bush Empire) |                         |          |  |
| N.º                                                                            | Título                  | Duración |  |
| 1.                                                                             | «Sigh No More»          | 4:11     |  |
| 2.                                                                             | « Winter Winds»         | 3:48     |  |
| 3.                                                                             | « Roll Away Your Stone» | 4:26     |  |
| 4.                                                                             | « White Blank Page»     | 4:13     |  |
| 5.                                                                             | «I Gave You All»        | 4:17     |  |
| 6.                                                                             | «Awake My Soul»         | 4:38     |  |
| 7.                                                                             | « Little Lion Man»      | 4:16     |  |
| 8.                                                                             | «Thistle & Weeds»       | 5:39     |  |
| 9.                                                                             | «Timshel»               | 3:22     |  |
| 10.                                                                            | «The Cave»              | 4:00     |  |
| 11.                                                                            | «Dust Bowl Dance»       | 5:31     |  |
| 12.                                                                            | «Feel the Tide»         | 3:41     |  |

## Intérpretes y producción
- Marcus Mumford - voz, guitarra, batería, mandolina
- Winston Marshall (Country Winston) - voz, banyo, guitarra eléctrica, bajo
- Ben Lovett - voz, teclados, órgano, acordeón
- Ted Dwane - voz, contrabajo, bajo, batería
- Nick Etwell - trompeta, fliscorno
- Pete Beachill - trombón
- Nell Catchpole - violín, viola
- Christopher Allan - violonchelo
- Markus Dravs - producción, "un clavo y una cuerda de piano"
- Tom Hobden - partes de cuerdas originales en la pista 5
- François Chevallier - ingeniería
- Samuel Navel - asistente de ingeniería
- Ruadhri Cushnan - mezclado
- Bob Ludwig - Masterización

## Historial de versiones
| Fecha                   | País           | Sello             | Versión del álbum |
| ----------------------- | -------------- | ----------------- | ----------------- |
| 2009 de octubre del 2   | Reino Unido    | Island Records    | Standard          |
| 2010 de diciembre del 6 | Reino Unido    | Island Records    | Limited Deluxe    |
| 2010 de febrero del 16  | Canadá         | Glassnote Records | Standard          |
| 2010 de febrero del 16  | Estados Unidos | Glassnote Records | Standard          |
| 2011 de octubre del 24  | United States  | Glassnote Records | Limited Deluxe    |

## Listas
| Listas (2009–2012)                      | Mejor posición |
| --------------------------------------- | -------------- |
| Australia (ARIA)                        | 1              |
| Austria (Ö3 Austria)                    | 26             |
| Bélgica (Ultratop flamenca)             | 3              |
| Canadá (Billboard Canadian Albums)      | 2              |
| Dinamarca (Hitlisten)                   | 20             |
| Países Bajos (Album Top 100)            | 3              |
| European Top 100 Albums (Billboard)     | 8              |
| Francia (SNEP)                          | 173            |
| Alemania (Media Control Charts)         | 29             |
| Irlanda (IRMA)                          | 1              |
| Nueva Zelanda (Recorded Music NZ)       | 1              |
| Suecia (Sverigetopplistan)              | 28             |
| Suiza (Schweizer Hitparade)             | 21             |
| Reino Unido (UK Albums Chart)           | 2              |
| Estados Unidos (Billboard 200)          | 2              |
| Estados Unidos (Digital Albums)         | 2              |
| Estados Unidos (Folk Albums)            | 1              |
| Estados Unidos (Independent Albums)     | 1              |
| Estados Unidos (Top Alternative Albums) | 1              |
| Estados Unidos (Top Rock Albums)        | 1              |
| Estados Unidos (Top Tastemaker Albums)  | 1              |

| Lista (2009)                             | Posición |
| ---------------------------------------- | -------- |
| Official Albums Chart                    | 102      |
| Lista (2010)                             | Posición |
| Australian Albums Chart                  | 8        |
| Belgian Albums Chart (Flanders)          | 4        |
| Dutch Albums Chart                       | 14       |
| European Top 100 Albums                  | 15       |
| Irish Albums Chart                       | 7        |
| Official New Zealand Music Chart         | 20       |
| UK Albums Chart                          | 10       |
| US Billboard 200                         | 83       |
| Lista (2011)                             | Posición |
| Belgian Albums Chart (Flanders)          | 37       |
| Canadian Albums Chart                    | 7        |
| Dutch Albums Chart                       | 38       |
| New Zealand Albums Chart                 | 5        |
| US Billboard 200                         | 8        |
| Lista (2012)                             | Posición |
| Australian Albums Chart                  | 53       |
| Belgian Midprice Albums Chart (Flanders) | 10       |
| Dutch CombiAlbums Chart                  | 37       |
| New Zealand Albums Chart                 | 38       |
| US Billboard 200                         | 29       |
| US Alternative Albums Chart              | 7        |
| US Digital Albums Chart                  | 13       |
| US Folk Albums Chart                     | 2        |
| US Independent Albums Chart              | 3        |
| US Rock Albums Chart                     | 7        |
| Lista (2013)                             | Posición |
| US Billboard 200                         | 52       |
| US Folk Albums Chart                     | 4        |

| Lista (2010–2019)        | Posición |
| ------------------------ | -------- |
| Australian Albums (ARIA) | 29       |
| UK Albums (OCC)          | 16       |
| US Billboard 200         | 26       |

## Certificaciones
| País                                                                 | Certificación | Ventas    |
| -------------------------------------------------------------------- | ------------- | --------- |
| Australia (ARIA)                                                     | 4× Platino    | 280,000   |
| Austria (IFPI)                                                       | Oro           | 10,000    |
| Bélgica (Ultratop)                                                   | Platino       | 15,000    |
| Canadá (Music Canada)                                                | 2× Platino    | 160,000   |
| Dinamarca (IFPI Dinamarca)                                           | Platino       | 20,000    |
| Alemania (BVMI)                                                      | 3× Oro        | 300,000   |
| Nueva Zelanda (RMNZ)                                                 | 2× Platino    | 30,000    |
| Reino Unido (BPI)                                                    | 6× Platino    | 1,742,406 |
| Estados Unidos (RIAA)                                                | 3× Platino    | 3,200,000 |
| Europa (IFPI)                                                        | 2× Platino    | 2,000,000 |
| x cifras no especificadas sobre base de la certificación por sí sola |               |           |